# Chizzini

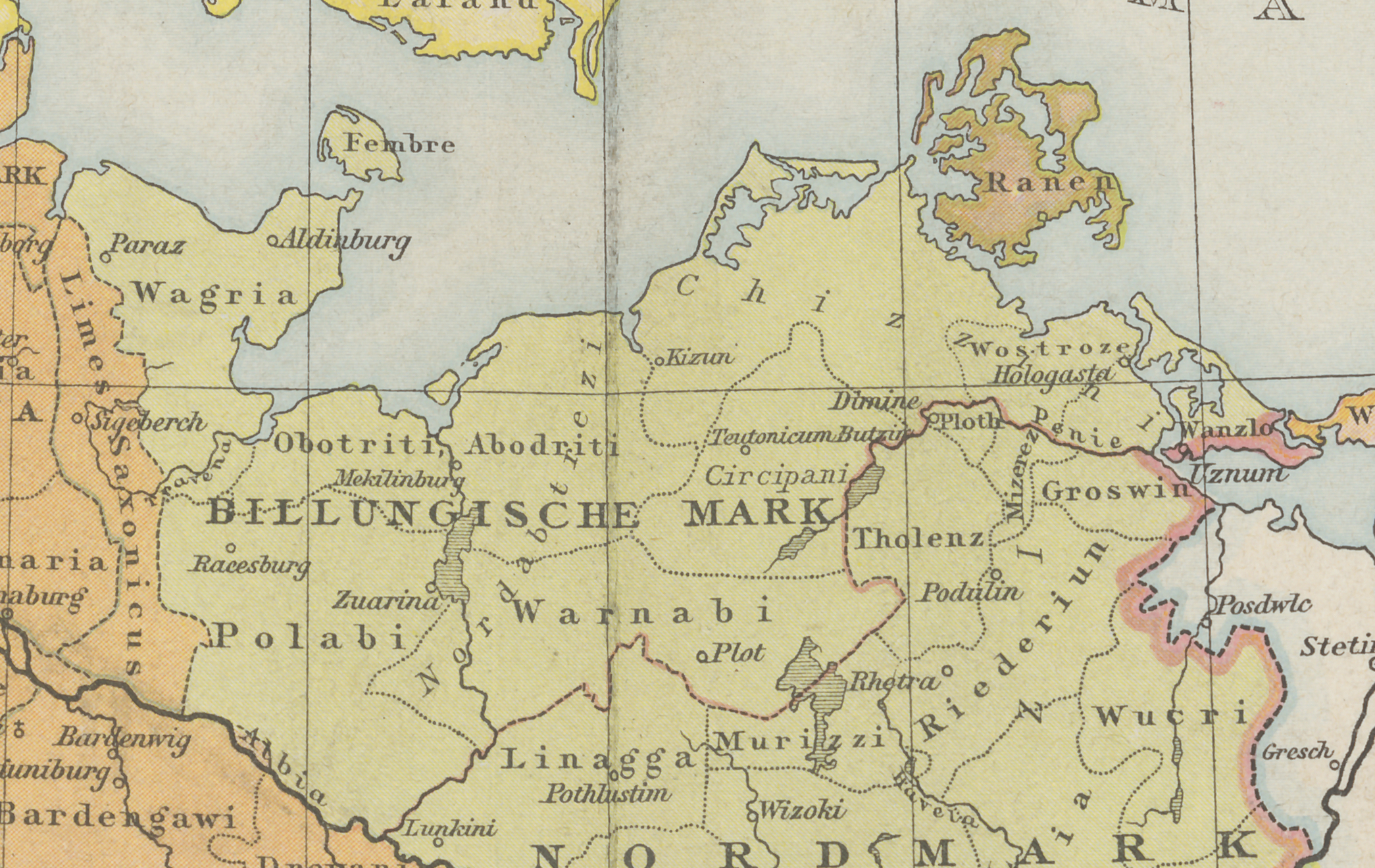
Area di stanziamento dei Chizzini intorno all'anno 1000

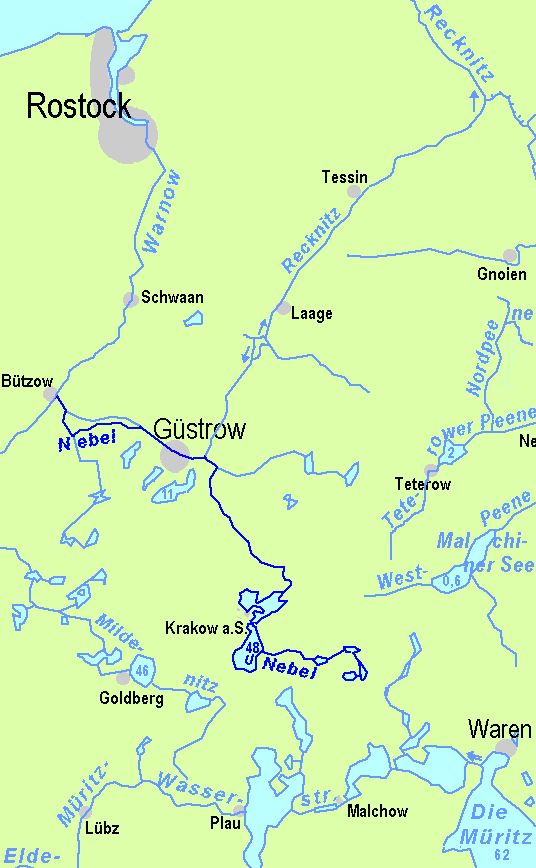
Area di stanziamento dei Chizzini

I Chizzini, erano una tribù appartenente al gruppo degli slavi occidentali Lutici che nel VII secolo si insediò nel territorio fra il Warnow e il Recknitz, nel Meclemburgo centro-orientale nell'attuale Germania nord-orientale. 
I Chizzini sono citati da varie fonti storiche: Adamo di Brema nella Gesta Hammaburgensis ecclesiae pontificum, e Helmold di Bosau nella Chronica Slavorum che li chiama Kicini.
L'area di insediamento dei Chizzini si estendeva su entrambi i lati dei fiume Warnown per circa 40 km, dalla costa del mar Baltico presso Rostock, fino all'area di Bützow. Da lì proseguiva in direzione sud-est seguendo il corso del Nebel fino a Güstrow. Mentre sul lato occidentale del Warnow l'insediamento si estendeva solo per pochi chilometri, sul lato orientale arrivava fino al fiume Recknitz oltre Tessin e Laage.
Ricerche archeologiche hanno individuato dei siti nell'area nord a Fresendorf, presso Roggentin e Dierkow e nell'area sud, a Langensee e Groß Upahl (distretti del comune Gülzow-Prüzen), a Kirch Rosin (distretto di Mühl Rosin).
I Chizzini, insieme ai Circipani, ai Redari e ai Tollensani, costituivano la federazione dei Liutici. Secondo alcuni studiosi i Chizzini furono costituiti, intorno all'anno 1000, da una scissione della tribù dei Circipani. Questo evento potrebbe avere avuto origine nello sbandamento generale successivo alla pesante sconfitta patita nel 955 dai Circipani e Tollensani (Battaglia del Raxa) ad opera dalle truppe germaniche comandate da Ottone I di Sassonia.
Nel 1056/1057 i Chizzini furono alleati dei Circipani nella guerra intestina contro i Tollensani e i Redari per la supremazia all'interno della federazione dei Liutici. La guerra fu risolta dagli Obodriti, che intervennero a fianco dei 
Tollensani e Redari. Nel 1057 il sovrano obodrita Godescalco, con il supporto del re danese Sweyn II e del duca di Sassonia Bernardo II invase la Circipania sottomettendo Chizzini e Circipani e annettendo le loro terre al suo regno.
Dopo la morte di Godescalco avvenuta nel 1066, i Chizzini formarono una propria monarchia feudale. Questa evoluzione è piuttosto strana in quanto non si hanno notizie di una simile tradizione fra le popolazioni dei Liutici. Secondo alcuni studiosi i Chizzini potrebbero aver sviluppato questa tradizione sotto l'influenza, o addirittura l'incoraggiamento, degli Obodriti. Si hanno notizie di due principi Chizzini: Dumar e suo figlio Sventipolk che nel 1114 e 1121 furono il bersaglio di due campagne organizzate dall'allora duca di Sassonia Lotario di Supplimburgo, in cui furono sconfitti e nuovamente sottomessi.
Nel 1150 i Chizzini tentarono ancora di ribellarsi non pagando le tasse. Il re degli Obodriti Niklot chiese quindi aiuto alla duchessa Clemenzia di Zähringen, moglie di Enrico il Leone, che gli fornì 2000 uomini con i quali egli invase il territorio dei Chizzini costringendoli a pagare quanto dovuto.
Successivamente a tale data i Chizzini non furono più menzionati come popolazione a sé stante e vennero progressivamente assimilati dalle popolazioni germaniche del Meclemburgo nel XII secolo.